# Sompo Holdings
SOMPO Holdings, Inc. (SOMPOホールディングス株式会社 SOMPO Holdings Kabushiki-Kaisha) (TYO: 8630
) er et japansk forsikringsselskab. Selskabet fungerer som holdingselskab for flere forsikringsselskaber. Det blev etableret i 2001 og de har hovedkvarter i Tokyo.